# Pedicularis labradorica
Pedicularis labradorica — вид рослин родини вовчкові (Orobanchaceae), поширений на півночі Північної Америки й Азії.

## Опис
Багаторічна трава висотою (8)10–30(35) см. Стебла прямостоячі, жорсткі, запушені, сильно розгалужені; гілки чергуються, рідше супротивні. Листи чергуються або протилежні; черешок 2–10 мм; листова пластина лінійно-ланцетна, 1.5–6 см, нижня поверхня листа залозисто запушена, верхня поверхня листа гладка.
Суцвіття китицеподібне, приквітки листкоподібні. Квітоніжка ≈1 мм. Чашечка 6–7 мм, ± шкіряста, гладка або рідко запушена, часток 3, нерівні, цілі. Вінчик жовтий, іноді шоломні пелюстки мають червоний або фіолетовий відтінки, 1.8–2 см, гладкий. Капсула широко ланцетна, верхівка гостра. 2n=16(2x).

## Поширення
Північна Америка: Ґренландія, Канада, Аляска — США; Азія: Далекий Схід Росії, Сибір, Внутрішня Монголія — Китай.
Населяє моховисті й лишайникові пустища й тундру.